# Kalkgoudmos
Kalkgoudmos (Campyliadelphus chrysophyllus) is een soort uit het geslacht goudmos (Campyliadelphus).

## Determinatie
Kalkgoudmos vormt goudgele tot bruinachtige, kleine matten. De planten zijn min of meer afgeplat bebladerd.

## Ecologie
Kalkgoudmos is een kalkminnende soort die hoofdzakelijk wordt aangetroffen in kalkgraslanden en in droge, kalkrijke duinen.

### Syntaxonomie
Kalkgoudmos staat te boek als kensoort voor het verbond van matig droge kalkgraslanden (Mesobromion) en in de duinen als lokale kensoort voor de associatie van oranjesteeltje en langkapselsterretje (Tortello-Bryoerythrophylletum). 